# Ash Wednesday (Musiker)
Ash Wednesday ist ein australischer Musiker.
Wednesday spielte Synthesizer bei JAB (1976–1979) und Models (1979–1980). 1980 veröffentlichte er die Single "Love By Numbers". Er gründete die experimentelle Band The Metronomes mit Al Webb und Andrew Picouleau. Während der frühen 1980er Jahre war er ein Mitglied bei Modern Jazz, einer rein auf Improvisation bauenden Musikergruppe, die zu zufällig generierten Technobeats spielte. 1988 wurde er Mitglied der Band Crashland.
Wednesday zog 1992 nach Berlin, wo er mit Nina Hagen arbeitete. Er war an der Vorproduktion und der Programmierung für deren Album Freud Euch ("Bee Happy") (1995) beteiligt.
Von 1997 bis 2014 war Wednesday Mitglied der Band Einstürzende Neubauten, allerdings nicht bei deren Studioproduktionen. Er ist jedoch auf dem Livealbum 09-15-2000, Brussels und zahlreichen Liveaufnahmen der Perpetuum Mobile -Tour von 2004 vertreten.
1999 zog er nach Melbourne zurück und gründete The Tingler (mit dem Crashland-Sänger Lyn Gordon) und die Machine Poets (mit Garry Gray und Andrew Picouleau).